# Vuelta a España 2017
Vuelta a España 2017 var den 72. udgave af Vuelta a España. Det blev arrangeret i perioden 19. august til 10. september 2017. Løbet havde start i Nîmes i Frankrig og sluttede i Madrid. Det var første gang at løbet startede i Frankrig og kun tredje gang, at det startede udenfor Spanien. Det samlede løb blev for første gang vundet af Chris Froome fra Team Sky, der også vandt Tour de France 2017. Froome vandt foran Vincenzo Nibali fra Bahrain-Merida Pro Cycling Team og Ilnur Zakarin fra Team Katusha-Alpecin.
Matteo Trentin tog fire etapesejre, mens Tomasz Marczyński, Miguel Ángel López og Chris Froome tog to hver.

## Ruten
Fra starten i Frankrig køres, via Andorra, i grove træk sydover langs den spanske østkyst, en lille sløjfe på ruten i det sydlige Spanien og derfter fortsættes i Baskerlandet og videre mod Asturien, for til sidst at slutte i Madrid.
Ruten indeholder 40,2 km enkeltstart, 13,7 km holdtidskørsel, 50 stigninger og to hviledage.

## Hold og ryttere
198 ryttere fra 22 hold og 33 nationer stiller til start. Danmark har seks deltagere.
Adam Hansen, som oprindelig ikke var udtaget, stiller til start i sin 19 Grand Tour i træk.
| UCI WorldTeams (18)- AG2R La Mondiale - Astana - Bahrain-Merida - BMC Racing Team - Bora-Hansgrohe - Cannondale-Drapac - Dimension Data - FDJ - Katusha-Alpecin - Lotto NL-Jumbo - Lotto-Soudal - Movistar Team - Orica-Scott - Quick-Step Floors - Sky - Team Sunweb - Trek-Segafredo - UAE Team Emirates UCI Professionelle kontinentalthold (4)- Aqua Blue Sport - Caja Rural-Seguros RGA - Cofidis, Solutions Crédits - Manzana Postobón |
| |

| Nationer                                                                                                | Antal ryttere |
| --- | ------------- |
| Spanien                                                                                                 | 31            |
| Frankrig, Italien                                                                                       | 20            |
| Belgien                                                                                                 | 17            |
| Holland                                                                                                 | 15            |
| Colombia                                                                                                | 12            |
| Australien, Tyskland                                                                                    | 9             |
| Danmark, Storbritannien, USA                                                                            | 6             |
| Portugal                                                                                                | 5             |
| New Zealand, Polen, Rusland                                                                             | 4             |
| Canada, Norge, Slovenien, Sydafrika, Østrig                                                             | 3             |
| Irland, Kasakhstan                                                                                      | 2             |
| Algeriet, Ecuador, Eritrea, Estland, Letland, Luxembourg, Marokko, Slovakiet, Schweiz, Sverige, Uruguay | 1             |
| Totalt                                                                                                  | 198           |

### Danske ryttere
- Jesper Hansen kørte for Astana Pro Team
- Søren Kragh Andersen kørte for Team Sunweb
- Magnus Cort kørte for Orica-Scott
- Christopher Juul-Jensen kørte for Orica-Scott
- Michael Mørkøv kørte for Team Katusha-Alpecin
- Lasse Norman Hansen kørte for Aqua Blue Sport

## Etaperne
| Etape     | Dato     | Start – Mål                                     | type              | Afstand (km) | Etapevinder        | Førende rytter |
| --------- | -------- | ----------------------------------------------- | ----------------- | ------------ | ------------------ | -------------- |
| 1. etape  | 19. aug. | Nîmes – Nîmes                                   | holdtidskørsel    | 13,7         | BMC Racing Team    | Rohan Dennis   |
| 2. etape  | 20. aug. | Nîmes – Gruissan                                | flad etape        | 203,4        | Yves Lampaert      | Yves Lampaert  |
| 3. etape  | 21. aug. | Prades – Andorra la Vella                       | bjergetape        | 158,5        | Vincenzo Nibali    | Chris Froome   |
| 4. etape  | 22. aug. | Escaldes-Engordany – Tarragona                  | flad etape        | 198,2        | Matteo Trentin     | Chris Froome   |
| 5. etape  | 23. aug. | Benicàssim – Alcossebre                         | middel bjergetape | 175,7        | Aleksej Lutsenko   | Chris Froome   |
| 6. etape  | 24. aug. | Villarreal – Sagunto                            | kuperet etape     | 204,4        | Tomasz Marczyński  | Chris Froome   |
| 7. etape  | 25. aug. | Llíria – Cuenca                                 | kuperet etape     | 207          | Matej Mohorič      | Chris Froome   |
| 8. etape  | 26. aug. | Hellín – Xorret del Catí                        | middel bjergetape | 199,5        | Julian Alaphilippe | Chris Froome   |
| 9. etape  | 27. aug. | Orihuela – Benitachell                          | middel bjergetape | 174          | Chris Froome       | Chris Froome   |
|           | 28. aug. | Hviledag                                        | Hviledag          |              |                    |                |
| 10. etape | 29. aug. | Caravaca de la Cruz – ElPozo                    | kuperet etape     | 164,8        | Matteo Trentin     | Chris Froome   |
| 11. etape | 30. aug. | Lorca – Calar Alto-observatoriet                | bjergetape        | 187,5        | Miguel Ángel López | Chris Froome   |
| 12. etape | 31. aug. | Motril – Antequera                              | kuperet etape     | 160,1        | Tomasz Marczyński  | Chris Froome   |
| 13. etape | 1. sep.  | Coín – Tomares                                  | flad etape        | 198,4        | Matteo Trentin     | Chris Froome   |
| 14. etape | 2. sep.  | Écija – Sierra de la Pandera                    | bjergetape        | 175          | Rafał Majka        | Chris Froome   |
| 15. etape | 3. sep.  | Alcalá la Real – Sierra Nevada Ski Station      | bjergetape        | 129,4        | Miguel Ángel López | Chris Froome   |
|           | 4. sept. | Hviledag                                        | Hviledag          |              |                    |                |
| 16. etape | 5. sep.  | Circuito de Navarra – Logroño                   | enkeltstart       | 40,2         | Chris Froome       | Chris Froome   |
| 17. etape | 6. sep.  | Villadiego – Arredondo                          | bjergetape        | 180,5        | Stefan Denifl      | Chris Froome   |
| 18. etape | 7. sep.  | Suances – Monastery of Santo Toribio de Liébana | kuperet etape     | 169          | Sander Armée       | Chris Froome   |
| 19. etape | 8. sep.  | Casu – Gijón                                    | kuperet etape     | 149,7        | Thomas De Gendt    | Chris Froome   |
| 20. etape | 9. sep.  | Corvera de Asturias – Alto de l'Angliru         | bjergetape        | 117,5        | Alberto Contador   | Chris Froome   |
| 21. etape | 10. sep. | Arroyomolinos – Madrid                          | flad etape        | 117,6        | Matteo Trentin     | Chris Froome   |

## Klassementsfordelingen
| Etape  | Vinder             | Førertrøjen ·      | Pointtrøjen ·                                 | Bjergtrøjen ·   | Kombinationstrøjen ·                             | Holdkonkurrencen  | Mest angrebsivrige      |
| ------ | ------------------ | ------------------ | --------------------------------------------- | --------------- | ------------------------------------------------ | ----------------- | ----------------------- |
| 1      | BMC Racing Team    | Rohan Dennis       | ikke uddelt                                   | Nicolas Roche   | Daniel Oss                                       | BMC Racing Team   | ikke uddelt             |
| 2      | Yves Lampaert      | Yves Lampaert      | Yves Lampaert (båret af Matteo Trentin)       | Nicolas Roche   | Daniel Oss                                       | Quick-Step Floors | Markel Irizar Arranburu |
| 3      | Vincenzo Nibali    | Christopher Froome | Vincenzo Nibali                               | Davide Villella | Christopher Froome (båret af Esteban Chaves)     | Orica-Scott       | Alexandre Geniez        |
| 4      | Matteo Trentin     | Christopher Froome | Matteo Trentin                                | Davide Villella | Christopher Froome (båret af Esteban Chaves)     | Orica-Scott       | Diego Rubio Hernandez   |
| 5      | Aleksej Lutsenko   | Christopher Froome | Matteo Trentin                                | Davide Villella | Christopher Froome (båret af Esteban Chaves)     | Astana Pro Team   | Aleksej Lutsenko        |
| 6      | Tomasz Marczyński  | Christopher Froome | Matteo Trentin                                | Davide Villella | Christopher Froome (båret af Esteban Chaves)     | Astana Pro Team   | Enric Mas Nicolau       |
| 7      | Matej Mohorič      | Christopher Froome | Matteo Trentin                                | Davide Villella | Christopher Froome (båret af Esteban Chaves)     | Movistar Team     | Luis Ángel Maté         |
| 8      | Julian Alaphilippe | Christopher Froome | Matteo Trentin                                | Davide Villella | Christopher Froome (båret af Jan Polanc)         | Movistar Team     | Przemyslaw Niemiec      |
| 9      | Christopher Froome | Christopher Froome | Christopher Froome (båret af Matteo Trentin)  | Davide Villella | Christopher Froome (båret af Esteban Chaves)     | Movistar Team     | Marc Soler Gimenez      |
| 10     | Matteo Trentin     | Christopher Froome | Matteo Trentin                                | Davide Villella | Christopher Froome (båret af Esteban Chaves)     | Movistar Team     | Matteo Trentin          |
| 11     | Miguel Ángel López | Christopher Froome | Matteo Trentin                                | Davide Villella | Christopher Froome (båret af Esteban Chaves)     | Movistar Team     | Romain Bardet           |
| 12     | Tomasz Marczyński  | Christopher Froome | Matteo Trentin                                | Davide Villella | Christopher Froome (båret af Esteban Chaves)     | Movistar Team     | Omar Fraile Matarranz   |
| 13     | Matteo Trentin     | Christopher Froome | Matteo Trentin                                | Davide Villella | Christopher Froome (båret af Esteban Chaves)     | Astana Pro Team   | Thomas de Gendt         |
| 14     | Rafał Majka        | Christopher Froome | Matteo Trentin                                | Davide Villella | Christopher Froome (båret af Vincenzo Nibali)    | Astana Pro Team   | Luis Ángel Maté         |
| 15     | Miguel Ángel López | Christopher Froome | Christopher Froome (båret af Matteo Trentin)  | Davide Villella | Christopher Froome (båret af Miguel Ángel López) | Astana Pro Team   | Sander Armée            |
| 16     | Christopher Froome | Christopher Froome | Christopher Froome (båret af Matteo Trentin)  | Davide Villella | Christopher Froome (båret af Miguel Ángel López) | Astana Pro Team   | Christopher Froome      |
| 17     | Stefan Denifl      | Christopher Froome | Christopher Froome (båret af Vincenzo Nibali) | Davide Villella | Christopher Froome (båret af Miguel Ángel López) | Astana Pro Team   | Daniel Moreno           |
| 18     | Sander Armée       | Christopher Froome | Christopher Froome (båret af Matteo Trentin)  | Davide Villella | Christopher Froome (båret af Miguel Ángel López) | Astana Pro Team   | José Joaquín Rojas      |
| 19     | Thomas De Gendt    | Christopher Froome | Christopher Froome (båret af Matteo Trentin)  | Davide Villella | Christopher Froome (båret af Miguel Ángel López) | Astana Pro Team   | Daniel Navarro          |
| 20     | Alberto Contador   | Christopher Froome | Christopher Froome (båret af Vincenzo Nibali) | Davide Villella | Christopher Froome (båret af Alberto Contador)   | Astana Pro Team   | Enric Mas Nicolau       |
| 21     | Matteo Trentin     | Christopher Froome | Christopher Froome (båret af Vincenzo Nibali) | Davide Villella | Christopher Froome (båret af Alberto Contador)   | Astana Pro Team   | ikke uddelt             |
| Samlet | Samlet             | Chris Froome       | Chris Froome                                  | Davide Villella | Chris Froome                                     | Astana            | Alberto Contador        |

## Resultater

### Samlede stilling
| \| Samlede stilling \| Samlede stilling \| Samlede stilling \| Samlede stilling \| Samlede stilling \| \| Rytter \| Rytter \| Hold \| Tid \| \| \| ---------------- \| ------------------ \| ---------------------- \| ---------------- \| ---------------- \| \| 1. \| Chris Froome \| Team Sky \| 82t 30' 02" \| \| \| 2. \| Vincenzo Nibali \| Bahrain-Merida \| + 2' 15" \| \| \| 3. \| Ilnur Sakarin \| Katusha-Alpecin \| + 2' 51" \| \| \| 4. \| Wilco Kelderman \| Team Sunweb \| + 3' 15" \| \| \| 5. \| Alberto Contador \| Trek-Segafredo \| + 3' 18" \| \| \| 6. \| Wout Poels \| Team Sky \| + 6' 59" \| \| \| 7. \| Michael Woods \| Cannondale-Drapac \| + 8' 27" \| \| \| 8. \| Miguel Ángel López \| Astana \| + 9' 13" \| \| \| 9. \| Steven Kruijswijk \| LottoNL-Jumbo \| + 11' 18" \| \| \| 10. \| Tejay van Garderen \| BMC Racing Team \| + 15' 50" \| \| \| 11. \| Esteban Chaves \| Orica-Scott \| + 16' 46" \| \| \| 12. \| Louis Meintjes \| UAE Team Emirates \| + 17' 41" \| \| \| 13. \| Fabio Aru \| Astana \| + 21' 41" \| \| \| 14. \| Nicolas Roche \| BMC Racing Team \| + 22' 00" \| \| \| 15. \| Sergio Pardilla \| Caja Rural-Seguros RGA \| + 22' 59" \| \| \| 16. \| Mikel Nieve \| Team Sky \| + 28' 00" \| \| \| 17. \| Romain Bardet \| AG2R La Mondiale \| + 31' 21" \| \| \| 18. \| Daniel Moreno \| Movistar Team \| + 42' 16" \| \| \| 19. \| Sander Armée \| Lotto-Soudal \| + 59' 01" \| \| \| 20. \| Darwin Atapuma \| UAE Team Emirates \| + 1t 02' 58" \| \| |                    |                        |              |
| |                    |                        |              |
| Kilde: ProCyclingStats |                    |                        |              |
| Samlede stilling |                    |                        |              |
| Rytter | Rytter             | Hold                   | Tid          |
| 1. | Chris Froome       | Team Sky               | 82t 30' 02"  |
| 2. | Vincenzo Nibali    | Bahrain-Merida         | + 2' 15"     |
| 3. | Ilnur Sakarin      | Katusha-Alpecin        | + 2' 51"     |
| 4. | Wilco Kelderman    | Team Sunweb            | + 3' 15"     |
| 5. | Alberto Contador   | Trek-Segafredo         | + 3' 18"     |
| 6. | Wout Poels         | Team Sky               | + 6' 59"     |
| 7. | Michael Woods      | Cannondale-Drapac      | + 8' 27"     |
| 8. | Miguel Ángel López | Astana                 | + 9' 13"     |
| 9. | Steven Kruijswijk  | LottoNL-Jumbo          | + 11' 18"    |
| 10. | Tejay van Garderen | BMC Racing Team        | + 15' 50"    |
| 11. | Esteban Chaves     | Orica-Scott            | + 16' 46"    |
| 12. | Louis Meintjes     | UAE Team Emirates      | + 17' 41"    |
| 13. | Fabio Aru          | Astana                 | + 21' 41"    |
| 14. | Nicolas Roche      | BMC Racing Team        | + 22' 00"    |
| 15. | Sergio Pardilla    | Caja Rural-Seguros RGA | + 22' 59"    |
| 16. | Mikel Nieve        | Team Sky               | + 28' 00"    |
| 17. | Romain Bardet      | AG2R La Mondiale       | + 31' 21"    |
| 18. | Daniel Moreno      | Movistar Team          | + 42' 16"    |
| 19. | Sander Armée       | Lotto-Soudal           | + 59' 01"    |
| 20. | Darwin Atapuma     | UAE Team Emirates      | + 1t 02' 58" |